# Holger Blom

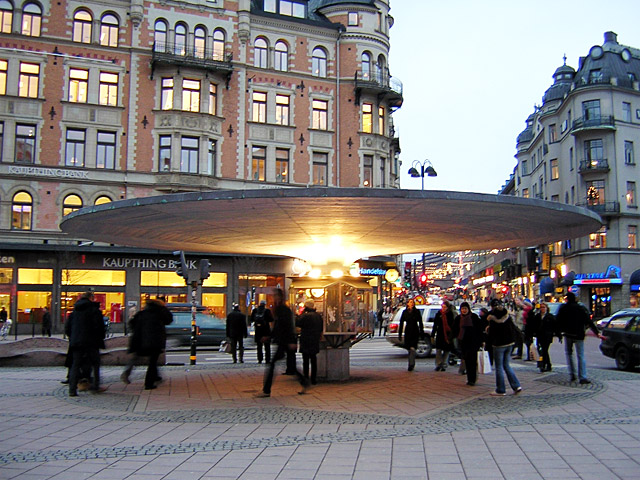
Svampen am Stureplan 2006

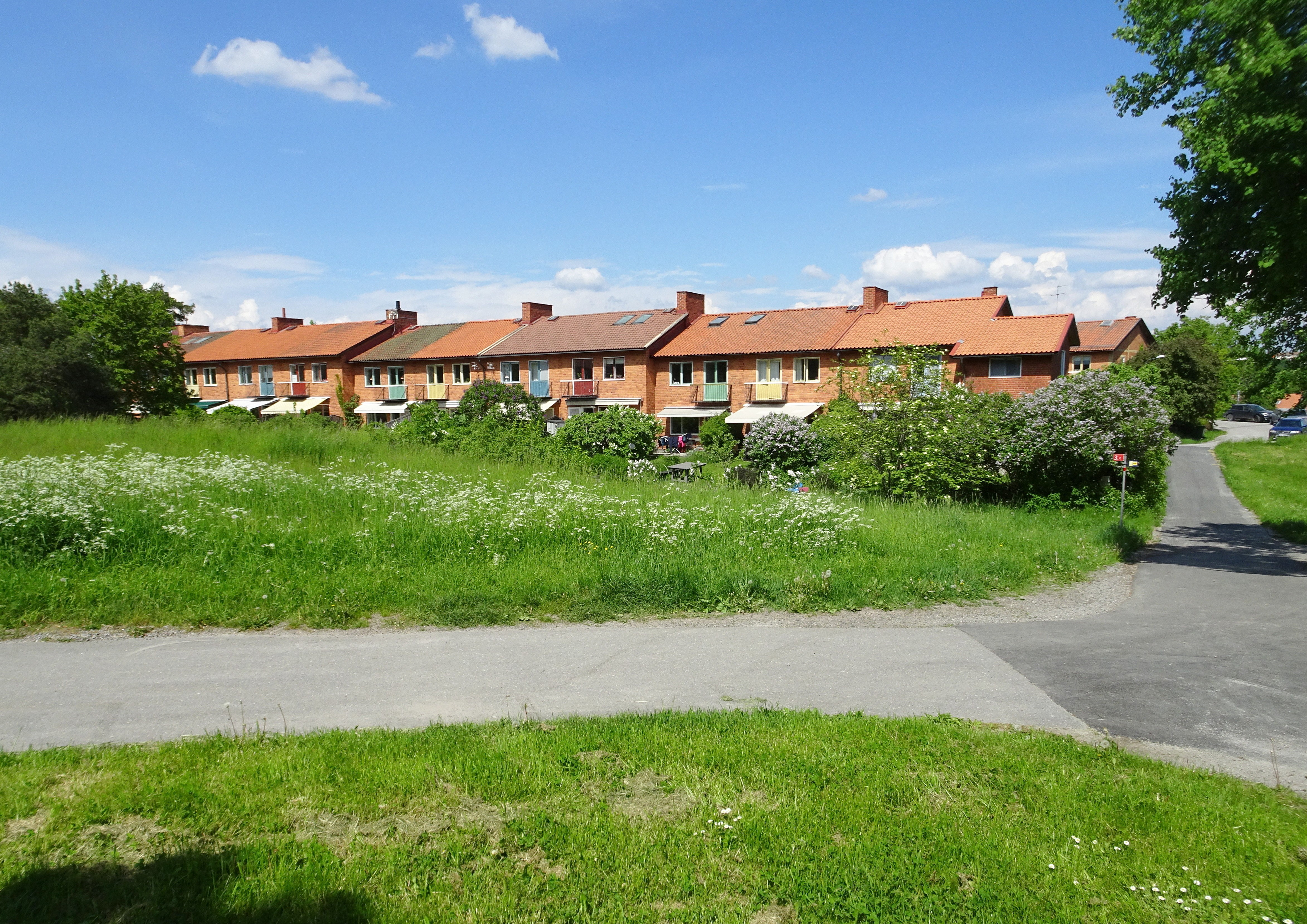
Reihenhaussiedlung auf Lidingö (1949–1954)

Holger Edvard Maria Blom (* 2. August 1906; † 2. März 1996 in Stockholm) war ein schwedischer Architekt und Landschaftsarchitekt. Von 1938 bis 1971 war er Stadtgartenmeister der Stadt Stockholm.

## Leben
Während der 1920er-Jahre arbeitete Holger Blom in Paris und wohnte bei Le Corbusiers Bruder. Er nahm die funktionalistischen Ideen des berühmten Architekten mit nach Schweden und zur Stockholmer Ausstellung 1930, an der er beteiligt war. Diese Ausstellung gilt gemeinhin als Durchbruch für den Funktionalismus in Schweden. Im Jahr 1938 kam Blom zum Stockholmer Straßenbauamt, Abteilung für Park- und Grünanlagen. Bald wurde er der Chef dieser Abteilung und blieb es bis zu seiner Pensionierung 1971. Er hat somit das Erscheinungsbild der Stockholmer Parks entscheidend geprägt.
Holger Bloms Parkprogramm für Stockholm von 1946 fasste die funktionalistische Idee in Bezug auf den Park in der Stockholmer Bebauung zusammen, einen Stil, den man später auch „Stockholmer Stil“ (Stockholmsstilen) nennen sollte. Diese Prinzipien wurden 1952 in den Bebauungsplan der Stadt eingearbeitet und bis ans Ende der 1970er-Jahre praktisch ausgeführt.
Eines seiner einprägsamsten Bauwerke in Stockholm ist der so genannte „Pilz“ (svampen), der 1937 nach Bloms Plänen am zentralen Platz im Stadtteil Östermalm, dem Stureplan, errichtet wurde. Es handelt sich hierbei um eine einfache, aber gewagte Betonkonstruktion mit einem weit auskragenden, runden Dach von ca. 16 Metern Durchmesser auf einem 3,3 Meter hohen Mittelpfeiler. Der „Pilz“ war als Regenschutz, Zeitungskiosk und Treffpunkt gedacht und fungierte als solcher bis zur Einführung des Rechtsverkehrs. Danach stand der „Pilz“ etwas verlassen mitten im Verkehr. 1988 wurde er schließlich wegen Baufälligkeit abgerissen, jedoch nach starken Protesten der Stockholmer wieder aufgebaut und am 19. Oktober 1989 neu eingeweiht.
Holger Blom war bei einer Vielzahl von Projekten in Stockholm engagiert, zu erwähnen seien der Verkehrsknotenpunkt Slussen (zusammen mit Tage William-Olsson) von 1935, die Parks Tegnérlunden und Norr Mälarstrand von 1942 und die Strandpromenade Strandliden im Vorort Hässelby.